# Православ'я за країною

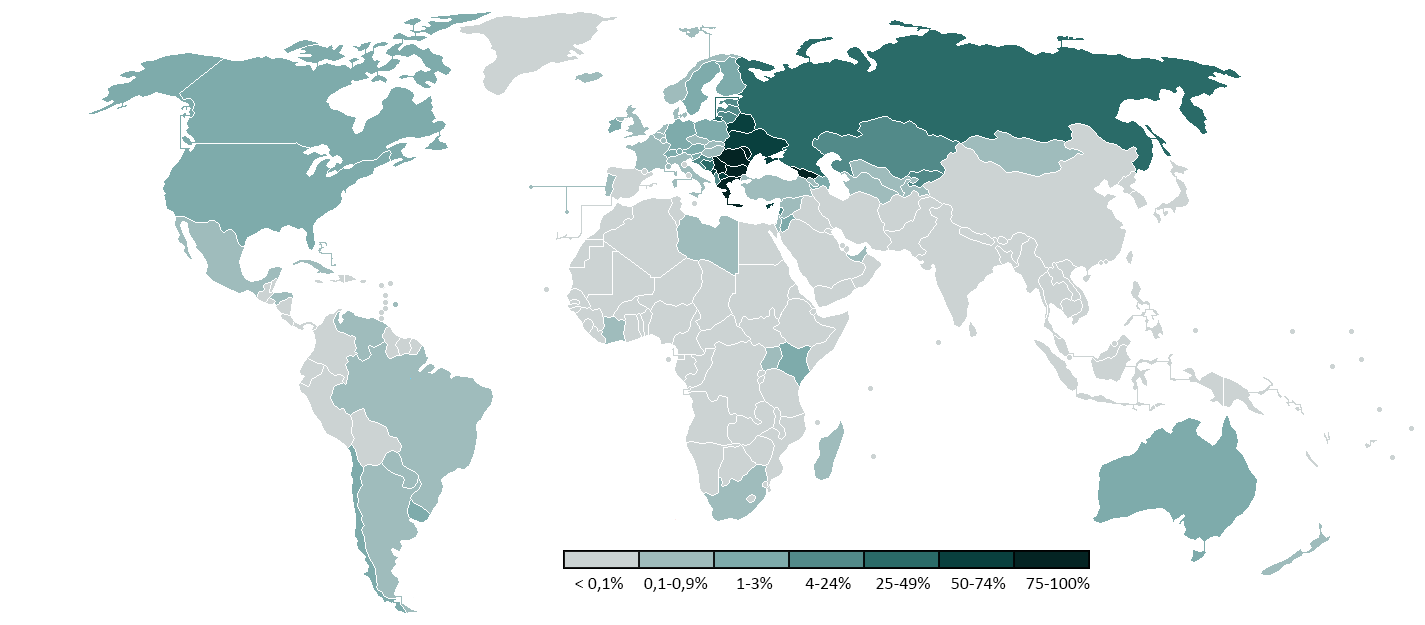
Православна церква за відсотком вірян у країні (дані RCS-Dem/ARDA на 2015 рік).

За кількістю послідовників Православна церква (також відома як просто «Православ'я») — це третя християнська спільнота у світі після Римо-католицької церкви та протестантської. Приблизна кількість православних християн у світі складає 200—260 мільйонів. Протестанти, якщо рахувати разом усі їхні численні деномінації, перевищують за чисельністю Православну церкву, але вони розрізняються за теологією і не складають єдину спільноту.
Православ'я є найчисельнішим віросповіданням у таких країнах: Росія (41-77 %, де живе майже половина православних християн світу, Україна (65,4-77 %), Румунія (82 %), Білорусь (48-73 %), Греція (95-98 %), Сербія (85 %), Болгарія (88 %), Молдова (93 %), Грузія (84 %), Північна Македонія (65 %), Кіпр (89 %), Чорногорія (72 %), Естонія (14 %).
Помітну меншість (від 1 до 31 %) православ'я складає у таких європейських країнах: Боснія і Герцеговина (31 %), Латвія (18 %), Албанія (7 %), Литва (4 %), Хорватія (4 %), Словенія (2 %) і Фінляндія (1.5 %). В Азії: Казахстан (23,9 %), Киргизстан (17 %), Ліван (8 %), Сирія (5-8 % до війни), Туркменістан (5 %), Узбекистан (5 %), Палестина (2,5 %), Азербайджан (2 %), Таджикистан (1 %), Йорданія (1 %).

## Статистика за країною
За даними Pew Research Center у 2010 році православні та орієнтальні християни складали 260 мільйонів осіб. За даними архівів асоціації релігійних даних (ARDA) самі православні у 2015 році складали 164 мільйони осіб.
| Країна                           | Регіон           | Pew (2010)  | Pew (2010) | RCS/ARDA (2015) | RCS/ARDA (2015) | Канонічна юрисдикція           | Стаття                                            |                         |
| Країна                           | Регіон           | Кількість   | Відсоток   | Кількість       | Відсоток        | Канонічна юрисдикція           | Стаття                                            |                         |
| -------------------------------- | ---------------- | ----------- | ---------- | --------------- | --------------- | ------------------------------ | ------------------------------------------------- | ----------------------- |
| Австралія                        | Океанія          | 740 000     | 3,3 %      | 531 047         | 2,28 %          | ∞                              | Православ'я в Австралії                           |                         |
| Австрія                          | Європа           | 190 000     | 2,3 %      | 169 999         | 1,98 %          | ∞                              | Православ'я в Австрії                             |                         |
| Азербайджан                      | Азія             | 260 000     | 2,8 %      | 152 222         | 1,58 %          | Російська, Грузинська          | Православ'я в Азербайджані                        |                         |
| Албанія                          | Європа           | 240 000     | 7,5 %      | 174 336         | 5,45 %          | Албанська                      | Православ'я в Албанії                             |                         |
| Алжир                            | Африка           |             |            | 139             | 0,0003 %        | Александрійська                | Православ'я в Алжирі                              |                         |
| Американське Самоа               | Океанія          |             |            |                 |                 | ∞                              | Православ'я в Американському Самоа                |                         |
| Американські Віргінські Острови  | Півн. Америка    |             | 0,4 %      |                 |                 | ∞                              | Православ'я на Американських Віргінських Островах |                         |
| Ангілья                          | Півн. Америка    |             |            |                 |                 | ∞                              | Православ'я в Ангільї                             |                         |
| Ангола                           | Африка           |             |            |                 |                 | ∞                              | Православ'я в Андоррі                             |                         |
| Андорра                          | Європа           |             | 0,3 %      |                 |                 | ∞                              | Православ'я в Андоррі                             |                         |
| Антигуа і Барбуда                | Півн. Америка    |             |            |                 |                 | ∞                              | Православ'я в Антигуа і Барбуді                   |                         |
| Аргентина                        | Півд. Америка    |             |            | 148 858         | 0,34 %          | ∞                              | Православ'я в Аргентині                           |                         |
| Аруба                            | Півн. Америка    |             |            |                 |                 | ∞                              | Православ'я в Арубі                               |                         |
| Афганістан                       | Азія             |             |            | 48              | 0,0001 %        | ∞                              | Православ'я в Афганістані                         |                         |
| Багамські Острови                | Півн. Америка    |             |            | 397             | 0,10 %          | ∞                              | Православ'я на Багамських Островах                |                         |
| Бангладеш                        | Азія             |             |            |                 |                 | ∞                              | Православ'я в Бангладеші                          |                         |
| Барбадос                         | Півн. Америка    |             |            | 426             | 0,15 %          | ∞                              | Православ'я в Барбадосі                           |                         |
| Бахрейн                          | Азія             | 10 000      | 1 %        |                 |                 | Антиохійська, Єрусалимська     | Православ'я в Бахрейні                            |                         |
| Беліз                            | Півн. Америка    |             |            |                 |                 | ∞                              | Православ'я в Белізі                              |                         |
| Бельгія                          | Європа           | 50 000      | 0,5 %      | 66 307          | 0,58 %          | ∞                              | Православ'я в Бельгії                             |                         |
| Бенін                            | Африка           |             |            |                 |                 | Александрійська                | Православ'я в Беніні                              |                         |
| Бермудські Острови               | Півн. Америка    |             | 0,5 %      |                 |                 | ∞                              | Православ'я на Бермудських Островах               |                         |
| Білорусь                         | Європа           | 5 900 000   | 61,5 %     | 4 575 616       | 50,29 %         | Російська                      | Православ'я в Білорусі                            |                         |
| Болгарія                         | Європа           | 6 220 000   | 83 %       | 5 547 684       | 77,90 %         | Болгарська                     | Православ'я в Болгарії                            |                         |
| Болівія                          | Півд. Америка    |             |            | 5341            | 0,05 %          | ∞                              | Православ'я в Болівії                             |                         |
| Боснія і Герцеговина             | Європа           | 1 440 000   | 38,2 %     | 1 417 139       | 36,99 %         | Сербська                       | Православ'я в Боснії і Герцеговині                |                         |
| Ботсвана                         | Африка           |             |            | 76              | 0,004 %         | Александрійська                | Православ'я в Ботсвані                            |                         |
| Бразилія                         | Півд. Америка    |             |            | 177 142         | 0,08 %          | ∞                              | Православ'я в Бразилії                            |                         |
| Британські Вірґінські Острови    | Півн. Америка    |             |            |                 |                 | ∞                              | Православ'я на Британських Вірґінських Островах   |                         |
| Бруней                           | Азія             |             |            |                 |                 | ∞                              | Православ'я у Брунеї                              |                         |
| Буркіна-Фасо                     | Африка           |             |            |                 |                 | Александрійська                | Православ'я в Буркіна-Фасо                        |                         |
| Бурунді                          | Африка           |             |            | 2205            | 0,02 %          | Александрійська                | Православ'я в Бурунді                             |                         |
| Бутан                            | Азія             |             |            |                 |                 | ∞                              | Православ'я в Бутані                              |                         |
| Вануату                          | Океанія          |             |            |                 |                 | ∞                              | Православ'я у Вануату                             |                         |
| Ватикан                          | Європа           |             |            |                 |                 | ∞                              | Православ'я у Ватикані                            |                         |
| Велика Британія                  | Європа           | 560 000     | 0,9 %      | 520 848         | 0,81 %          | ∞                              | Православ'я у Великій Британії                    |                         |
| Венесуела                        | Півд. Америка    | 30 000      |            | 29 243          | 0,09 %          | ∞                              | Православ'я у Венесуелі                           |                         |
| В'єтнам                          | Азія             |             |            |                 |                 | ∞                              | Православ'я у В'єтнамі                            |                         |
| Вірменія                         | Азія             | 2 680 000   | 86,6 %     | 9048            | 0,30 %          | Російська, Грузинська          | Православ'я у Вірменії                            |                         |
| Волліс і Футуна                  | Океанія          |             |            |                 |                 | ∞                              | Православ'я на Волліс і Футуні                    |                         |
| Габон                            | Африка           |             |            |                 |                 | Александрійська                | Православ'я в Габоні                              |                         |
| Гаїті                            | Півн. Америка    |             |            |                 |                 | ∞                              | Православ'я в Гаїті                               |                         |
| Гамбія                           | Африка           |             |            | 585             | 0,03 %          | ∞                              | Православ'я в Гамбії                              |                         |
| Гана                             | Африка           |             |            | 4439            | 0,02 %          | Александрійська                | Православ'я в Гані                                |                         |
| Гаяна                            | Півд. Америка    | 10 000      | 1,5 %      |                 |                 | ∞                              | Православ'я в Гаяні                               |                         |
| Гваделупа                        | Півн. Америка    |             |            |                 |                 | ∞                              | Православ'я у Гваделупі                           |                         |
| Гватемала                        | Півн. Америка    | 800 000     | 4,5 %      |                 |                 |                                | ∞                                                 | Православ'я у Гватемалі |
| Гвіана                           | Півд. Америка    |             |            |                 |                 | ∞                              | Православ'я у Гвіані                              |                         |
| Гвінея                           | Африка           |             |            |                 |                 | Александрійська                | Православ'я у Гвінеї                              |                         |
| Гвінея-Бісау                     | Африка           |             |            |                 |                 | Александрійська                | Православ'я у Гвінеї-Бісау                        |                         |
| Гібралтар                        | Європа           |             |            |                 |                 | ∞                              | Православ'я в Гібралтарі                          |                         |
| Гондурас                         | Півн. Америка    |             |            | 3735            | 0,05 %          | ∞                              | Православ'я в Гондурасі                           |                         |
| Гонконг                          | Азія             |             |            | 59              | 0,0008          | Російська*                     | Православ'я в Гонконгу                            |                         |
| Гренада                          | Півн. Америка    |             |            |                 |                 | ∞                              | Православ'я в Гренаді                             |                         |
| Греція                           | Європа           | 10 030 000  | 88,3 %     | 8 878 770       | 80,38 %         | Елладська                      | Православ'я в Греції                              |                         |
| Грузія                           | Азія             | 3 820 000   | 87,8 %     | 3 219 805       | 79,66 %         | Грузинська                     | Православ'я в Грузії                              |                         |
| Гуам                             | Океанія          |             |            |                 |                 | ∞                              | Православ'я в Гуамі                               |                         |
| Ґренландія                       | Півн. Америка    |             |            |                 |                 | ∞                              | Православ'я в Ґренландії                          |                         |
| Данія                            | Європа           |             |            | 13 094          | 0,23 %          | ∞                              | Православ'я в Данії                               |                         |
| Демократична Республіка Конго    | Африка           |             |            | 7788            | 0,01 %          | Александрійська                | Православ'я в Демократичній Республіці Конго      |                         |
| Джибуті                          | Африка           |             | 0,5 %      |                 |                 | Александрійська                | Православ'я в Джибуті                             |                         |
| Домініка                         | Півн. Америка    |             |            |                 |                 | ∞                              | Православ'я в Домініці                            |                         |
| Домініканська Республіка         | Півн. Америка    |             |            |                 |                 | ∞                              | Православ'я в Домініканській Республіці           |                         |
| Еквадор                          | Південна Америка |             |            | 2191            | 0,01 %          | ∞                              | Православ'я в Еквадорі                            |                         |
| Екваторіальна Гвінея             | Африка           |             |            |                 |                 | ∞                              | Православ'я в Екваторіальній Гвінеї               |                         |
| Еритрея                          | Африка           | 3 030 000   | 57,7 %     |                 |                 | Александрійська                | Православ'я в Еритреї                             |                         |
| Естонія                          | Європа           | 250 000     | 18,9 %     | 224 561         | 17,51 %         | Константинопольська, Російська | Православ'я в Естонії                             |                         |
| Ефіопія                          | Африка           | 36 060 000  | 43,5 %     |                 |                 | Александрійська                | Православ'я в Ефіопії                             |                         |
| Єгипет                           | Африка           | 3 860 000   | 4,8 %      |                 |                 | Александрійська                | Православ'я в Єгипті                              |                         |
| Ємен                             | Азія             | 10 000      |            |                 |                 | ∞                              | Православ'я в Ємені                               |                         |
| Замбія                           | Африка           | 20 000      |            | 5458            | 0,03 %          | Александрійська                | Православ'я в Замбії                              |                         |
| Західна Сахара                   | Африка           |             |            |                 |                 | Александрійська                | Православ'я в Західній Сахарі                     |                         |
| Зімбабве                         | Африка           | 60 000      | 0,5 %      | 6176            | 0,04 %          | Александрійська                | Православ'я в Зімбабве                            |                         |
| Ізраїль                          | Азія             | 30 000      | 0,4 %      | 62 960          | 0,53 %          | Єрусалимська                   | Православ'я в Ізраїлі                             |                         |
| Індія                            | Азія             | 2 370 000   |            | 350             | 0,00003 %       | ∞                              | Православ'я в Індії                               |                         |
| Індонезія                        | Азія             |             |            |                 |                 | ∞                              | Православ'я в Індонезії                           |                         |
| Ірак                             | Азія             | 50 000      |            | 939             | 0,002 %         | Антиохійська                   | Православ'я в Іраку                               |                         |
| Іран                             | Азія             | 80 000      |            | 271             | 0,0003 %        | Антиохійська                   | Православ'я в Ірані                               |                         |
| Ірландія                         | Європа           | 20 000      | 0,5 %      | 63 587          | 1,38 %          | ∞                              | Православ'я в Ірландії                            |                         |
| Ісландія                         | Європа           |             |            | 1009            | 0,30 %          | ∞                              | Православ'я в Ісландії                            |                         |
| Іспанія                          | Європа           | 900 000     | 2,0 %      | 3752            | 0,008 %         | ∞                              | Православ'я в Іспанії                             |                         |
| Італія                           | Європа           | 120 000     |            | 144 898         | 0,24 %          | ∞                              | Православ'я в Італії                              |                         |
| Йорданія                         | Азія             | 90 000      | 1,5 %      | 72 730          | 0,97 %          | Єрусалимська                   | Православ'я в Йорданії                            |                         |
| Кабо-Верде                       | Африка           |             | 0,7 %      |                 |                 | ∞                              | Православ'я в Кабо-Верде                          |                         |
| Казахстан                        | Азія             | 3 430 000   | 21,4 %     | 3 149 985       | 18,73 %         | Російська                      | Православ'я в Казахстані                          |                         |
| Кайманові Острови                | Півн. Америка    |             |            |                 |                 | ∞                              | Православ'я на Кайманових Островах                |                         |
| Камбоджа                         | Азія             |             |            |                 |                 | ∞                              | Православ'я в Камбоджі                            |                         |
| Камерун                          | Африка           |             |            | 888             | 0,004 %         | Александрійська                | Православ'я в Камеруні                            |                         |
| Канада                           | Півн. Америка    | 470 000     | 1,4 %      | 663 603         | 1,85 %          | Американська*                  | Православ'я в Канаді                              |                         |
| Катар                            | Азія             |             | 0,5 %      |                 |                 | Антиохійська, Єрусалимська     | Православ'я в Катарі                              |                         |
| Кенія                            | Африка           | 650 000     | 1,6 %      | 674 327         | 1,44 %          | Александрійська                | Православ'я в Кенії                               |                         |
| Киргизстан                       | Азія             | 540 000     | 10,2 %     | 327 996         | 5,90 %          | Російська                      | Православ'я в Киргизстані                         |                         |
| Китай                            | Азія             | 20 000      |            | 10 044          | 0,0007 %        | Російська*                     | Православ'я в Китаї                               |                         |
| Кіпр                             | Європа           | 790 000     | 71,8 %     | 762 945         | 65,14 %         | Кіпрська                       | Православ'я на Кіпрі                              |                         |
| Кірибаті                         | Океанія          |             |            |                 |                 | ∞                              | Православ'я в Кірибаті                            |                         |
| Колумбія                         | Півд. Америка    |             |            | 9415            | 0,02 %          | ∞                              | Православ'я в Колумбії                            |                         |
| Коморські Острови                | Африка           |             |            |                 |                 | ∞                              | Православ'я на Коморських Островах                |                         |
| Косово                           | Європа           | 140 000     | 6,9 %      | 20 577          | 0,94 %          | Сербська                       | Православ'я в Косово                              |                         |
| Коста-Рика                       | Півн. Америка    |             |            |                 |                 | ∞                              | Православ'я в Коста-Риці                          |                         |
| Кот-д'Івуар                      | Африка           | 80 000      | 0,4 %      | 66 520          | 0,31 %          | Александрійська                | Православ'я в Кот-д'Івуар                         |                         |
| Куба                             | Півн. Америка    | 50 000      | 0,4 %      | 50 705          | 0,44 %          | ∞                              | Православ'я на Кубі                               |                         |
| Кувейт                           | Азія             | 130 000     | 4,7 %      | 1147            | 0,03 %          | Антиохійська, Єрусалимська     | Православ'я в Кувейті                             |                         |
| Лаос                             | Азія             |             |            |                 |                 | ∞                              | Православ'я в Лаосі                               |                         |
| Латвія                           | Європа           | 370 000     | 16,5 %     | 415 662         | 19,96 %         | Російська                      | Православ'я в Латвії                              |                         |
| Лесото                           | Африка           |             |            |                 |                 | Александрійська                | Православ'я в Лесото                              |                         |
| Литва                            | Європа           | 170 000     | 5,1 %      | 152 334         | 4,91 %          | Російська                      | Православ'я в Литві                               |                         |
| Ліберія                          | Африка           | 40 000      | 0,9 %      |                 |                 | Александрійська                | Православ'я в Ліберії                             |                         |
| Ліван                            | Азія             | 350 000     | 8,3 %      | 232 296         | 4,38 %          | Антиохійська                   | Православ'я в Лівані                              |                         |
| Лівія                            | Африка           | 70 000      | 1,0 %      | 17 346          | 0,28 %          | Александрійська                | Православ'я в Лівії                               |                         |
| Ліхтенштейн                      | Європа           |             | 1,1 %      | 438             | 1,17 %          | ∞                              | Православ'я в Ліхтенштейні                        |                         |
| Люксембург                       | Європа           |             | 0,7 %      | 1449            | 0,25 %          | ∞                              | Православ'я в Люксембурзі                         |                         |
| Маврикій                         | Африка           |             |            |                 |                 | ∞                              | Православ'я в Маврикії                            |                         |
| Мавританія                       | Африка           |             |            |                 |                 | Александрійська                | Православ'я в Мавританії                          |                         |
| Мадагаскар                       | Африка           | 20 000      |            | 32 232          | 0,13 %          | Александрійська                | Православ'я в Мадагаскарі                         |                         |
| Майотта                          | Африка           |             |            |                 |                 | ∞                              | Православ'я на Майотті                            |                         |
| Макао                            | Азія             |             |            |                 |                 | Російська*                     | Православ'я в Макао                               |                         |
| Малаві                           | Африка           |             |            | 3500            | 0,02 %          | Александрійська                | Православ'я в Малаві                              |                         |
| Малайзія                         | Азія             |             |            |                 |                 | ∞                              | Православ'я в Малайзії                            |                         |
| Малі                             | Африка           | 30 000      |            |                 |                 | Александрійська                | Православ'я в Малі                                |                         |
| Мальдіви                         | Азія             |             |            |                 |                 | ∞                              | Православ'я на Мальдівах                          |                         |
| Мальта                           | Європа           |             |            | 119             | 0,03 %          | ∞                              | Православ'я на Мальті                             |                         |
| Марокко                          | Африка           |             |            | 580             | 0,002 %         | Александрійська                | Православ'я в Марокко                             |                         |
| Мартиніка                        | Півн. Америка    |             |            |                 |                 | ∞                              | Православ'я в Мартиніці                           |                         |
| Маршаллові Острови               | Океанія          |             |            |                 |                 | ∞                              | Православ'я на Маршаллових Островах               |                         |
| Мексика                          | Півн. Америка    | 110 000     |            | 114 709         | 0,09 %          | ∞                              | Православ'я в Мексиці                             |                         |
| Мозамбік                         | Африка           |             |            | 944             | 0,003 %         | Александрійська                | Православ'я в Мозамбіку                           |                         |
| Молдова                          | Європа           | 3 410 000   | 95,4 %     | 3 189 484       | 95,00 %         | Румунська, Російська           | Православ'я в Молдові                             |                         |
| Монако                           | Європа           |             | 0,2 %      | 76              | 0,2 %           | ∞                              | Православ'я в Монако                              |                         |
| Монголія                         | Азія             |             |            | 2071            | 0,07 %          | ∞                              | Православ'я в Монголії                            |                         |
| Монтсеррат                       | Півн. Америка    |             |            |                 |                 | ∞                              | Православ'я в Монтсерраті                         |                         |
| М'янма                           | Азія             |             |            |                 |                 | ∞                              | Православ'я в М'янмі                              |                         |
| Намібія                          | Африка           |             |            |                 |                 | Александрійська                | Православ'я в Намібії                             |                         |
| Науру                            | Океанія          |             |            |                 |                 | ∞                              | Православ'я в Науру                               |                         |
| Непал                            | Азія             |             |            |                 |                 | ∞                              | Православ'я в Непалі                              |                         |
| Нігер                            | Африка           |             |            |                 |                 | Александрійська                | Православ'я в Нігері                              |                         |
| Нігерія                          | Африка           | 30 000      |            | 48 509          | 0,03 %          | Александрійська                | Православ'я в Нігерії                             |                         |
| Нідерланди                       | Європа           |             |            | 26 450          | 0,15 %          | ∞                              | Православ'я в Нідерландах                         |                         |
| Нідерландські Антильські Острови | Півн. Америка    |             |            |                 |                 | ∞                              |                                                   |                         |
| Нікарагуа                        | Півн. Америка    |             |            |                 |                 | ∞                              | Православ'я в Нікарагуа                           |                         |
| Німеччина                        | Європа           | 1 140 000   | 1,4 %      | 1 384 763       | 1,65 %          | ∞                              | Православ'я в Німеччині                           |                         |
| Ніуе                             | Океанія          |             |            |                 |                 | ∞                              | Православ'я в Ніуе                                |                         |
| Нова Зеландія                    | Океанія          |             |            | 13 488          | 0,29 %          | ∞                              | Православ'я в Новій Зеландії                      |                         |
| Нова Каледонія                   | Океанія          |             |            |                 |                 | ∞                              | Православ'я в Новій Каледонії                     |                         |
| Норвегія                         | Європа           | 20 000      | 0,3 %      | 13 965          | 0,27 %          | ∞                              | Православ'я в Норвегії                            |                         |
| Нормандські острови              | Європа           |             |            | 184             | 0,11 %          | ∞                              | Православ'я на Нормандських островах              |                         |
| Об'єднані Арабські Емірати       | Азія             | 100 000     | 1,3 %      | 15 611          | 0,17 %          | Антиохійська, Єрусалимська     | Православ'я в Об'єднаних Арабських Еміратах       |                         |
| Оман                             | Азія             | 30 000      | 1,1 %      |                 |                 | ∞                              | Православ'я в Омані                               |                         |
| Острів Мен                       | Європа           |             |            |                 |                 | ∞                              | Православ'я на Острові Мен                        |                         |
| Острів Святої Єлени              | Африка           |             |            |                 |                 | Александрійська                | Православ'я на Острові Святої Єлени               |                         |
| Острови Кука                     | Океанія          |             |            |                 |                 | ∞                              | Православ'я на Островах Кука                      |                         |
| Острови Теркс і Кайкос           | Півн. Америка    |             |            |                 |                 | ∞                              | Православ'я на Островах Теркс і Кайкос            |                         |
| Пакистан                         | Азія             |             |            |                 |                 | ∞                              | Православ'я в Пакистані                           |                         |
| Палау                            | Океанія          |             |            |                 |                 | ∞                              | Православ'я в Палау                               |                         |
| Палестинська держава             | Азія             | 50 000      | 1,2 %      | 30 377          | 0,68 %          | Єрусалимська                   | Православ'я в Палестинській державі               |                         |
| Панама                           | Півн. Америка    |             |            | 1587            | 0,04 %          | ∞                              | Православ'я в Панамі                              |                         |
| Папуа Нова Гвінея                | Океанія          |             |            | 380             | 0,005 %         | ∞                              | Православ'я в Папуа Новій Гвінеї                  |                         |
| Парагвай                         | Півд. Америка    |             |            | 10 846          | 0,16 %          | ∞                              | Православ'я в Парагваї                            |                         |
| Перу                             | Півд. Америка    |             |            | 7169            | 0,02 %          | ∞                              | Православ'я в Перу                                |                         |
| Південна Корея                   | Азія             |             |            | 684             | 0,001 %         | ∞                              | Православ'я в Південній Кореї                     |                         |
| Південний Судан                  | Африка           |             |            |                 |                 | Александрійська                | Православ'я в Південному Судані                   |                         |
| Південно-Африканська Республіка  | Африка           | 30 000      |            | 237 749         | 0,45 %          | Александрійська                | Православ'я в Південно-Африканській Республіці    |                         |
| Північна Корея                   | Азія             |             |            |                 |                 | ∞                              | Православ'я в Північна Корея                      |                         |
| Північний Кіпр                   | Європа           |             |            | 19 679          | 6,90 %          | Кіпрська                       | Православ'я в Північному Кіпрі                    |                         |
| Північні Маріанські Острови      | Океанія          |             |            |                 |                 | ∞                              | Православ'я на Північних Маріанських Островах     |                         |
| Польща                           | Європа           | 510 000     | 1,3 %      | 487 571         | 1,28 %          | Польська                       | Православ'я в Польщі                              |                         |
| Португалія                       | Європа           | 20 000      | 0,2 %      | 78 658          | 0,74 %          | ∞                              | Православ'я в Португалії                          |                         |
| Пуерто-Рико                      | Півн. Америка    |             |            | 1205            | 0,03 %          | ∞                              | Православ'я в Пуерто-Рико                         |                         |
| Республіка Конго                 | Африка           |             |            | 431             | 0,009 %         | Александрійська                | Православ'я в Республіці Конго                    |                         |
| Північна Македонія               | Європа           | 1 330 000   | 64,8 %     | 1 214 527       | 57,38 %         | Македонська*, Сербська         | Православ'я в Македонії                           |                         |
| Реюньйон                         | Африка           |             |            |                 |                 | Александрійська                | Православ'я на Реюньйоні                          |                         |
| Росія                            | Європа           | 101 450 000 | 71,0 %     | 62 374 191      | 44,14 %         | Російська                      | Православ'я в Росії                               |                         |
| Руанда                           | Африка           |             |            | 1500            | 0,01 %          | Александрійська                | Православ'я в Руанді                              |                         |
| Румунія                          | Європа           | 18 750 000  | 87,3 %     | 17 030 380      | 78,78 %         | Румунська                      | Православ'я в Румунії                             |                         |
| Сальвадор                        | Півн. Америка    |             |            |                 |                 | ∞                              | Православ'я в Сальвадорі                          |                         |
| Самоа                            | Океанія          |             |            |                 |                 | ∞                              | Православ'я в Самоа                               |                         |
| Сан-Маріно                       | Європа           |             |            |                 |                 | ∞                              | Православ'я в Сан-Маріно                          |                         |
| Сан-Томе і Принсіпі              | Африка           |             |            |                 |                 | ∞                              | Православ'я в Сан-Томе і Принсіпі                 |                         |
| Саудівська Аравія                | Азія             | 50 000      |            |                 |                 | Антиохійська, Єрусалимська     | Православ'я в Саудівській Аравії                  |                         |
| Есватіні                         | Африка           |             |            |                 |                 | Александрійська                | Православ'я в Есватіні                            |                         |
| Сейшельські Острови              | Африка           |             |            |                 |                 | Александрійська                | Православ'я на Сейшельських Островах              |                         |
| Сенегал                          | Африка           |             |            |                 |                 | Александрійська                | Православ'я в Сенегалі                            |                         |
| Сен-П'єр і Мікелон               | Півн. Америка    |             |            |                 |                 | ∞                              | Православ'я в Сен-П'єр і Мікелон                  |                         |
| Сент-Вінсент і Гренадини         | Півн. Америка    |             |            |                 |                 | ∞                              | Православ'я в Сент-Вінсент і Гренадинах           |                         |
| Сент-Кіттс і Невіс               | Півн. Америка    |             |            |                 |                 | ∞                              | Православ'я в Сент-Кіттс і Невіс                  |                         |
| Сент-Люсія                       | Півн. Америка    |             |            |                 |                 | ∞                              | Православ'я в Сент-Люсії                          |                         |
| Сербія                           | Європа           | 6 730 000   | 86,6 %     | 6 445 900       | 88,78 %         | Сербська                       | Православ'я в Сербії                              |                         |
| Сирія                            | Азія             | 590 000     | 2,9 %      | 112 587         | 0,58 %          | Антиохійська                   | Православ'я в Сирії                               |                         |
| Сінгапур                         | Азія             |             |            |                 |                 | ∞                              | Православ'я в Сінгапурі                           |                         |
| Словаччина                       | Європа           | 50 000      | 1,0 %      | 49 011          | 0,90 %          | Чехословацька                  | Православ'я у Словаччині                          |                         |
| Словенія                         | Європа           | 60 000      | 3,0 %      | 47 222          | 2,28 %          | ∞                              | Православ'я у Словенії                            |                         |
| Соломонові Острови               | Океанія          |             |            |                 |                 | ∞                              | Православ'я на Соломонових Островах               |                         |
| Сомалі                           | Африка           |             |            |                 |                 | ∞                              | Православ'я в Сомалі                              |                         |
| Сполучені Штати Америки          | Півн. Америка    | 1 870 000   | 0,6 %      | 5 642 334       | 1,75 %          | Американська*                  | Православ'я у США                                 |                         |
| Судан                            | Африка           | 90 000      | 0,3 %      |                 |                 | Александрійська                | Православ'я в Судані                              |                         |
| Суринам                          | Півд. Америка    |             |            |                 |                 | ∞                              | Православ'я в Суринамі                            |                         |
| Східний Тимор                    | Азія             |             |            |                 |                 | ∞                              | Православ'я у Східному Тиморі                     |                         |
| Сьєрра-Леоне                     | Африка           |             |            | 538             | 0,008 %         | Александрійська                | Православ'я в Сьєрра-Леоне                        |                         |
| Таджикистан                      | Азія             | 80 000      | 1,2 %      | 80 949          | 0,94 %          | Російська                      | Православ'я в Таджикистані                        |                         |
| Таїланд                          | Азія             |             |            |                 |                 | ∞                              | Православ'я в Таїланді                            |                         |
| Тайвань                          | Азія             |             |            |                 |                 | ∞                              | Православ'я в Тайвані                             |                         |
| Танзанія                         | Африка           |             |            | 12 933          | 0,02 %          | Александрійська                | Православ'я в Танзанії                            |                         |
| Того                             | Африка           |             |            |                 |                 | Александрійська                | Православ'я в Того                                |                         |
| Токелау                          | Океанія          |             |            |                 |                 | ∞                              | Православ'я в Токелау                             |                         |
| Тонга                            | Океанія          |             |            |                 |                 | ∞                              | Православ'я в Тонга                               |                         |
| Тринідад і Тобаго                | Півн. Америка    |             | 0,4 %      | 273             | 0,02 %          | ∞                              | Православ'я у Тринідаді і Тобаго                  |                         |
| Тувалу                           | Океанія          |             |            |                 |                 | ∞                              | Православ'я в Тувалу                              |                         |
| Туніс                            | Африка           |             |            | 230             | 0,002 %         | Александрійська                | Православ'я в Тунісі                              |                         |
| Туреччина                        | Азія             | 180 000     | 0,3 %      | 47 342          | 0,06 %          | Константинопольська            | Православ'я в Туреччині                           |                         |
| Туркменістан                     | Азія             | 270 000     | 5,3 %      | 37 028          | 0,69 %          | Російська                      | Православ'я в Туркменістані                       |                         |
| Уганда                           | Африка           | 30 000      |            | 29 064          | 0,07 %          | Александрійська                | Православ'я в Уганді                              |                         |
| Угорщина                         | Європа           | 20 000      |            | 13 481          | 0,13 %          | ∞                              | Православ'я в Угорщині                            |                         |
| Узбекистан                       | Азія             | 470 000     | 1,7 %      | 179 892         | 0,61 %          | Російська                      | Православ'я в Узбекистані                         |                         |
| Україна                          | Європа           | 34 850 000  | 76,7 %     | 30 253 032      | 68,92 %         | Українська                     | Православ'я в Україні                             |                         |
| Уругвай                          | Півд. Америка    | 40 000      | 1,1 %      | 36 944          | 1,08 %          | ∞                              | Православ'я в Уругваї                             |                         |
| Фарерські Острови                | Європа           |             |            |                 |                 | ∞                              | Православ'я на Фарерських Островах                |                         |
| Федеративні Штати Мікронезії     | Океанія          |             |            |                 |                 | ∞                              | Православ'я в Федеративних Штатах Мікронезії      |                         |
| Фіджі                            | Океанія          |             |            |                 |                 | ∞                              | Православ'я в Фіджі                               |                         |
| Філіппіни                        | Азія             |             |            | 588             | 0,0006 %        | ∞                              | Православ'я в Філіппінах                          |                         |
| Фінляндія                        | Європа           | 60 000      | 1,1 %      | 59 137          | 1,1 %           | Константинопольська            | Православ'я в Фінляндії                           |                         |
| Фолклендські Острови             | Півд. Америка    |             |            |                 |                 | ∞                              | Православ'я на Фолклендських Островах             |                         |
| Франція                          | Європа           | 370 000     | 0,6 %      | 333 407         | 0,51 %          | ∞                              | Православ'я у Франції                             |                         |
| Французька Полінезія             | Океанія          |             |            |                 |                 | ∞                              | Православ'я у Французькій Полінезії               |                         |
| Хорватія                         | Європа           | 200 000     | 4,4 %      | 187 962         | 4,45 %          | Сербська                       | Православ'я в Хорватії                            |                         |
| Центральноафриканська Республіка | Африка           |             |            |                 |                 | Александрійська                | Православ'я в Центральноафриканській Республіці   |                         |
| Чад                              | Африка           |             |            |                 |                 | Александрійська                | Православ'я в Чаді                                |                         |
| Чехія                            | Європа           | 30 000      | 0,3 %      | 19 858          | 0,18 %          | Чехословацька                  | Православ'я в Чехії                               |                         |
| Чилі                             | Півд. Америка    | 10 000      |            | 330 898         | 1,84 %          | ∞                              | Православ'я в Чилі                                |                         |
| Чорногорія                       | Європа           | 470 000     | 75,1 %     | 448 464         | 72,08 %         | Сербська, Чорногорська*        | Православ'я в Чорногорії                          |                         |
| Швейцарія                        | Європа           | 150 000     | 1,9 %      | 204 849         | 2,43 %          | ∞                              | Православ'я в Швейцарії                           |                         |
| Швеція                           | Європа           | 120 000     | 1,3 %      | 100 916         | 1,06 %          | ∞                              | Православ'я в Швеції                              |                         |
| Шрі-Ланка                        | Азія             |             |            |                 |                 | ∞                              | Православ'я на Шрі-Ланці                          |                         |
| Ямайка                           | Півн. Америка    |             |            |                 |                 | ∞                              | Православ'я на Ямайці                             |                         |
| Японія                           | Азія             | 20 000      |            | 12 051          | 0,009 %         | Російська*                     | Православ'я в Японії                              |                         |